# Ochansk
Ochansk (rusky Оханск) je město v Permském kraji v Ruské federaci. Při sčítání lidu v roce 2010 měl přes sedm tisíc obyvatel.

## Poloha
Ochansk leží v předhůří Středního Uralu na pravém, západním břehu Votkinské přehradní nádrže na Kamě. Od Permu, správního střediska oblasti, je vzdálen přibližně 120 kilometrů jihozápadně.

## Dějiny
Ochansk vznikl v roce 1597 pod jménem Ochannoje (později také Ochanskoje nebo Ochan). Jednalo se o rybářskou vesnici na panství Stroganovovů. V roce 1781 se už pod jménem Ochansk stal městem. Jméno odkazuje na místní zvláštní typ rybářských sítí, který je i v městském znaku.